# Libro d'Ore Durazzo

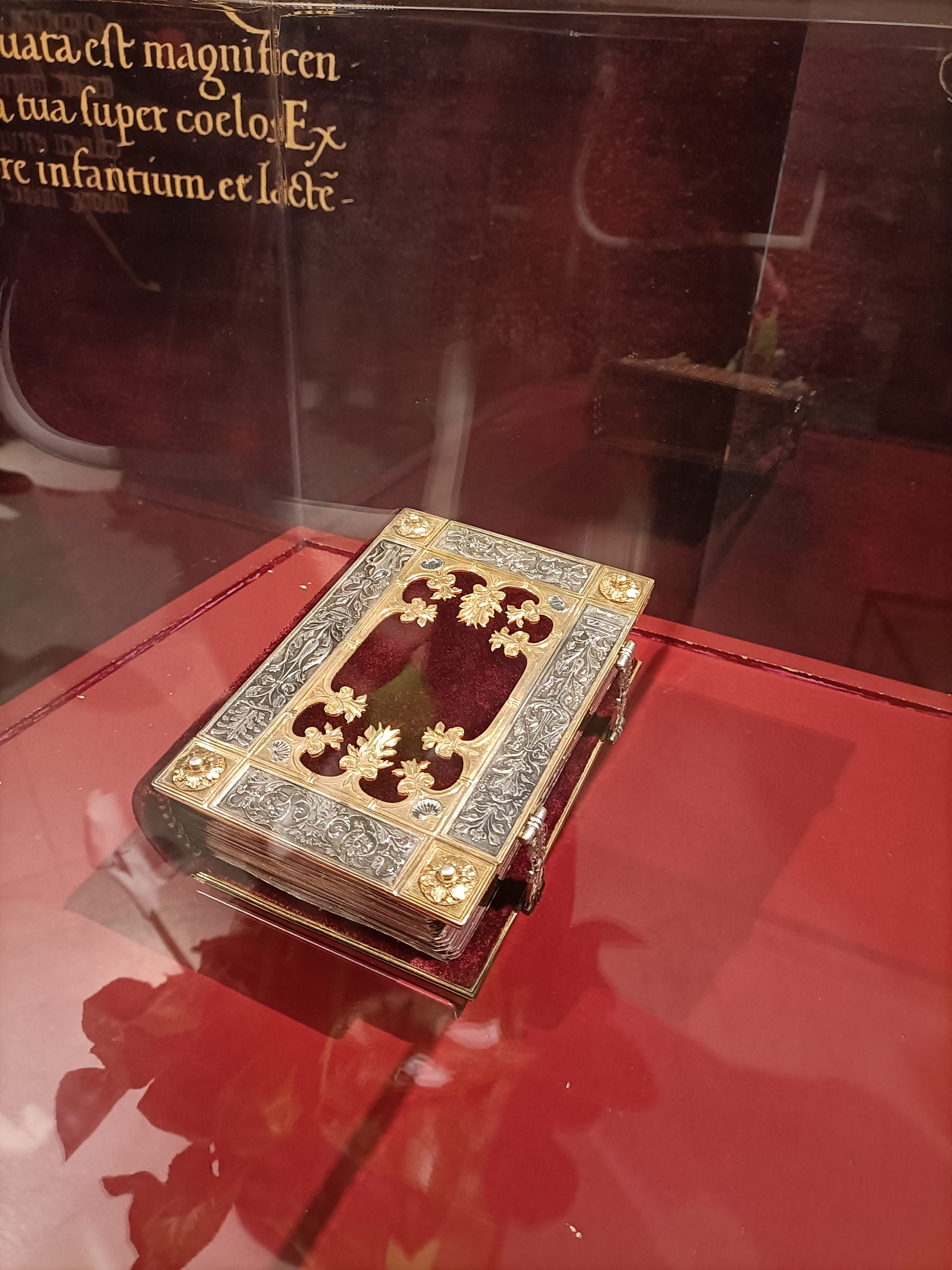
Il Libro d'ore Durazzo esposto nella Biblioteca civica Berio durante un evento culturale

Il Libro d'ore Durazzo è un codice miniato conservato nella Biblioteca civica Berio di Genova. È conosciuto anche con il nome di Offiziolo Durazzo, dal nome del suo donatore, il munifico marchese Marcello - appartenente ai Durazzo, una delle più note famiglie genovesi - che ne fece dono alla biblioteca nel 1847.
Il codice fu realizzato nei primi anni del Cinquecento dall'artista parmense Francesco Marmitta. È celebre per due peculiarità: la pergamena purpurea e la crisografia, ovvero la scrittura a caratteri d'oro.

## La committenza

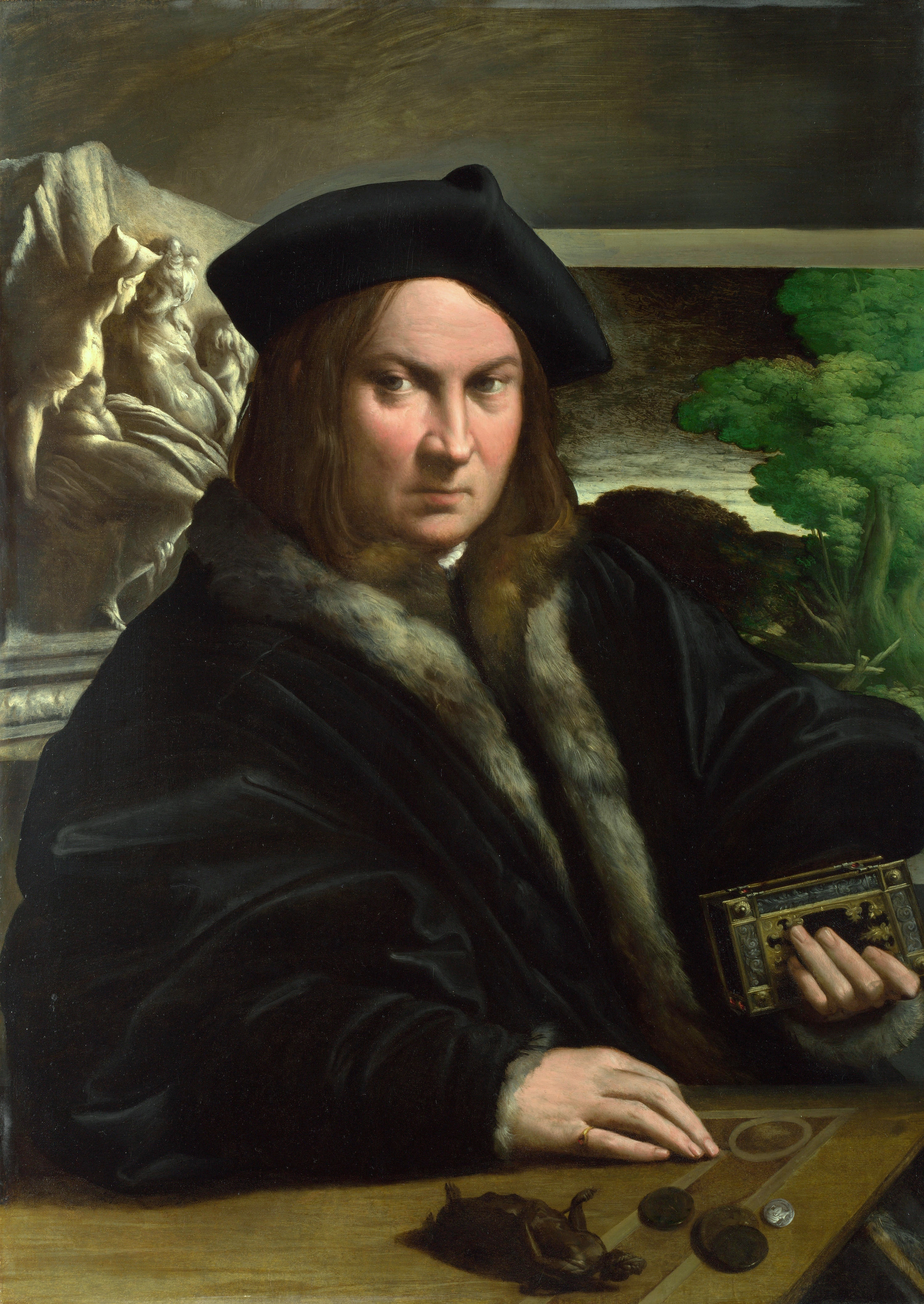
Parmigianino, Ritratto di un collezionista (1524 circa, National Gallery); il protagonista tiene nella sinistra l'Offiziolo Durazzo

Rimane finora senza soluzione il problema della provenienza del Libro d'ore Durazzo, forse originariamente commissionato da un magistrato veneziano, ma poi ben presto acquistato da un altro personaggio, con ogni probabilità parmense. Quest'ultimo potrebbe essere identificato con il misterioso collezionista ritratto dal Parmigianino, intorno al 1523-1524, in un dipinto ora conservato alla National Gallery di Londra: l'aristocratico viene rappresentato con gli oggetti che alludono alla sua passione di antiquario e collezionista di rarità, tra cui appunto il Libro d'Ore Durazzo, che lo sconosciuto stringe nella mano sinistra.

## Le vicende del codice
Dopo la permanenza a Parma, il codice dovette forse passare in Portogallo attraverso Jacopo, secondogenito di Francesco Marmitta. Nell'Ottocento risultava essere in mani genovesi, dapprima presso il mercante Antonio Bacigalupo, che lo aveva ereditato dal padre Francesco, poi nella collezione del Durazzo che lo aveva acquistato dalla vedova del Bacigalupo per poi lasciarlo per legato testamentario alla Berio.
Il nome con cui è noto il manoscritto si deve proprio al marchese Durazzo, nella cui collezione viene reso noto per la prima volta dallo storico Luigi Cibrario, verso la metà del XIX secolo, con queste parole: 

## L'edizione in facsimile
Nel 2008 la Franco Cosimo Panini Editore ha realizzato la prima edizione in facsimile del Libro d'ore Durazzo.